# End of Green
End of Green ist eine deutsche Dark-Rock-Band, die 1992 in Stuttgart gegründet wurde. Der Bandname bezeichnet laut Sänger Michael Huber das Ende der durch die Farbe Grün symbolisierten Hoffnung. Dieser passe zu der Art der Musik, welche die Band produziert. Ihren Stil bezeichnet die Band als „Depressed Subcore“. Textlich geht es um Einsamkeit, Depressionen, Schmerz und den Tod.

## Geschichte
1996 veröffentlichte die Gruppe ihr Debütalbum Infinity bei Nuclear Blast. Bekannt wurde End of Green auch durch Auftritte mit Künstlern wie Subway to Sally, Paradise Lost, Iggy Pop oder auch In Extremo. Mit Dead End Dreaming gelang der Band erstmals der Einstieg in die Charts. Beim Wave-Gotik-Treffen 2006 und auch beim Wacken Open Air im gleichen Jahr zeigten sie Präsenz. Am 15. August 2008 erschien das Album The Sick’s Sense. Die limitierte Edition enthält eine Bonus-CD mit fünf Akustikversionen von alten und einem neuen Song.
Ihr nächstes Album High Hopes in Low Places erschien am 20. August 2010 und stieg auf Platz 17 in die deutschen Albumcharts ein. Zusätzlich zu diesem Album wurde eine weitere CD mit zehn Neuversionen alter Songs eingespielt.
Am 16. August 2013 erschien über Napalm Records das achte Studioalbum mit dem Titel The Painstream, gefolgt vom neunten Album Void Estate am 25. August 2017.
Im Juli 2018 erklärte Bassist Hampez seinen Abschied von End of Green, um sich künftig eigenen musikalischen Projekten zu widmen. Als Ersatz wurde im April 2019 Andreas „Hundi“ Hund vorgestellt, Bassist der befreundeten Band Undertow. Im Rahmen des Jubiläumskonzerts zum 30-jährigen Bestehen der Band, trat Hampez am 17. September 2022 im LKA Longhorn noch einmal für einen Song gemeinsam mit der Band auf.

## Diskografie

### Studioalben
- 1996: Infinity
- 1998: Believe, My Friend...
- 2002: Songs for a Dying World
- 2003: Last Night on Earth
- 2005: Dead End Dreaming
- 2008: The Sick’s Sense
- 2010: High Hopes in Low Places
- 2013: The Painstream
- 2017: Void Estate
- 2025: Twinfinity

### Livealben
- 2016: Silent Night[2]

### EPs
- 2010: Gravedancer

### Singles
- 1998: Believe...
- 2002: Motor
- 2005: Dead End Hero
- 2008: The Sick's Sence
- 2008: Killhoney
- 2010: Goodnight Insomnia
- 2017: Dark Side of the Sun
- 2017: The Door
- 2017: Send in the Clowns
- 2024: Left My Way